# Faustino García-Moncó Fernández
Faustino García-Moncó Fernández (Santander, 13 d'octubre de 1916 - Madrid, 6 de juny de 1996) va ser un jurista, advocat de l'Estat i polític espanyol. Llicenciat en Dret per la Universitat d'Oviedo, durant la Guerra Civil Espanyola va participar activament com alferes provisional en el bàndol revoltat dins del Terç de Requetès Nuestra Señora del Camino i altres unitats, destacant la seva presència en les ofensives d'Astúries, Aragó i Catalunya. Va ser condecorat per les seves accions amb la Medalla de Campanya, la Creu al Mèrit Militar i la Creu de Guerra.
Tres anys després d'acabar la guerra civil, el 1942, va ser nomenat advocat de l'Estat i destinat a la Delegació d'Hisenda de Bilbao. Abans d'accedir a llocs de responsabilitat en el règim franquista, va ser Director General Adjunt del Banco de Bilbao.
En 1957 va ser nomenat Sotssecretari de Comerç, per ser després designat Ministre de Comerç des de 1965 a 1969.